# إف. جيلمان سبنسر
إف. جيلمان سبنسر (بالإنجليزية: F. Gilman Spencer)‏ هو محرر وصحفي أمريكي، ولد في 8 ديسمبر 1925، وتوفي في 24 يونيو 2011 بسبب مرض.